# Потна жлеза
Потните жлези при бозайниците, в това число хората са неравномерно разположени по тялото кожни жлези, които отделят пот. По строеж това са тръбести органи, обхванати са от голям брой капиляри, които в долния си край образуват клъбце. Потните жлези се отварят с порите по повърхността на кожата.
Има два вида потни жлези, които значително се различават по състав и функция на отделяната пот. Единият вид потни жлези функционират от раждането и се срещат по кожата на цялото тяло. Другият вид потни жлези започват да функционират през периода на половото съзряване и се срещат главно по местата на вторичните полови белези (например в областта на подмишниците, около външните полови органи, около пъпа, в междинницата).
Като количество потни жлези в едно човешко тяло има 2-2,5 милиона и повече, а плътността им е от 55 до 500 см².